# Глазго-Сентрал
Глазго-Сентрал (англ. Glasgow Central, гэльск. Glaschu Mheadhain) — крупнейший из двух, существующих в настоящее время магистральных железнодорожных терминалов в Глазго — крупнейшем городе Шотландии. Вместе со вторым вокзалом, Глазго-Куин-Стрит, входит в группу станций «Глазго». Станция была открыта в 31 июля 1879 года железнодорожной компанией Caledonian Railway и в настоящее время является одной из 17 станций в Великобритании, работающих под управлением компании Network Rail. Является конечным пунктом магистрали Западного побережья.
Станция Глазго-Сентрал обслуживает агломерацию Большого Глазго, южные пригороды города, графство Айршир и берега реки Клайд, станция также является конечной для всех междугородних железнодорожных линий между Глазго и Англией.
С вокзала также осуществляется ограниченное сообщения с городом Эдинбургом, столицей Шотландии. Основной же трафик из Эдинбурга приходится на станцию Глазго-Куин-Стрит.
В 2017—2018 годах вокзал обслужил почти 33 миллиона пассажиров, что поставило его на двенадцатое место по пассажиропотоку среди железнодорожных вокзалов Великобритании и наиболее загруженным в Шотландии.
Станция является памятником архитектуры категории А.

## Станция до реконструкции
Изначально на станции после её открытия 1 августа 1879 года было восемь платформ. Вскоре, в 1890 году количество платформ увеличили до девяти, из-за того что восемь платформ не справлялись с пассажиропотоком. В 1896 были построены две подземные платформы.

## Реконструкция 1901—1905 годов
К началу XX века вокзал вновь перестал справляться с пассажиропотоком, который к тому моменту возрос до 23,257 млн чел. в год. В 1901—1905 годах вокзал был полностью перестроен — были построены дополнительные платформы, их количество вместе с подземными увеличилось до 17. Сам же вокзальный комплекс был расширен, на станции появился просторный вестибюль с магазинами, точками общественного питания, офисами, туристическим центром и прочим.

## Электрификация
В начале 1960 годов началась электрификация верхних, наземных платформ вокзала. 29 мая 1962 года вокзал был электрифицирован контактной сетью с напряжением в 6,25 кВ. В течение десятилетия, старый мост 1879 года постройки и рядом расположенные железнодорожные линии были перестроены вместе с электрификацией до 25 кВ переменного тока, работы были завершены в 1967 году. В 1979 году были электрифицированы подземные платформы. 

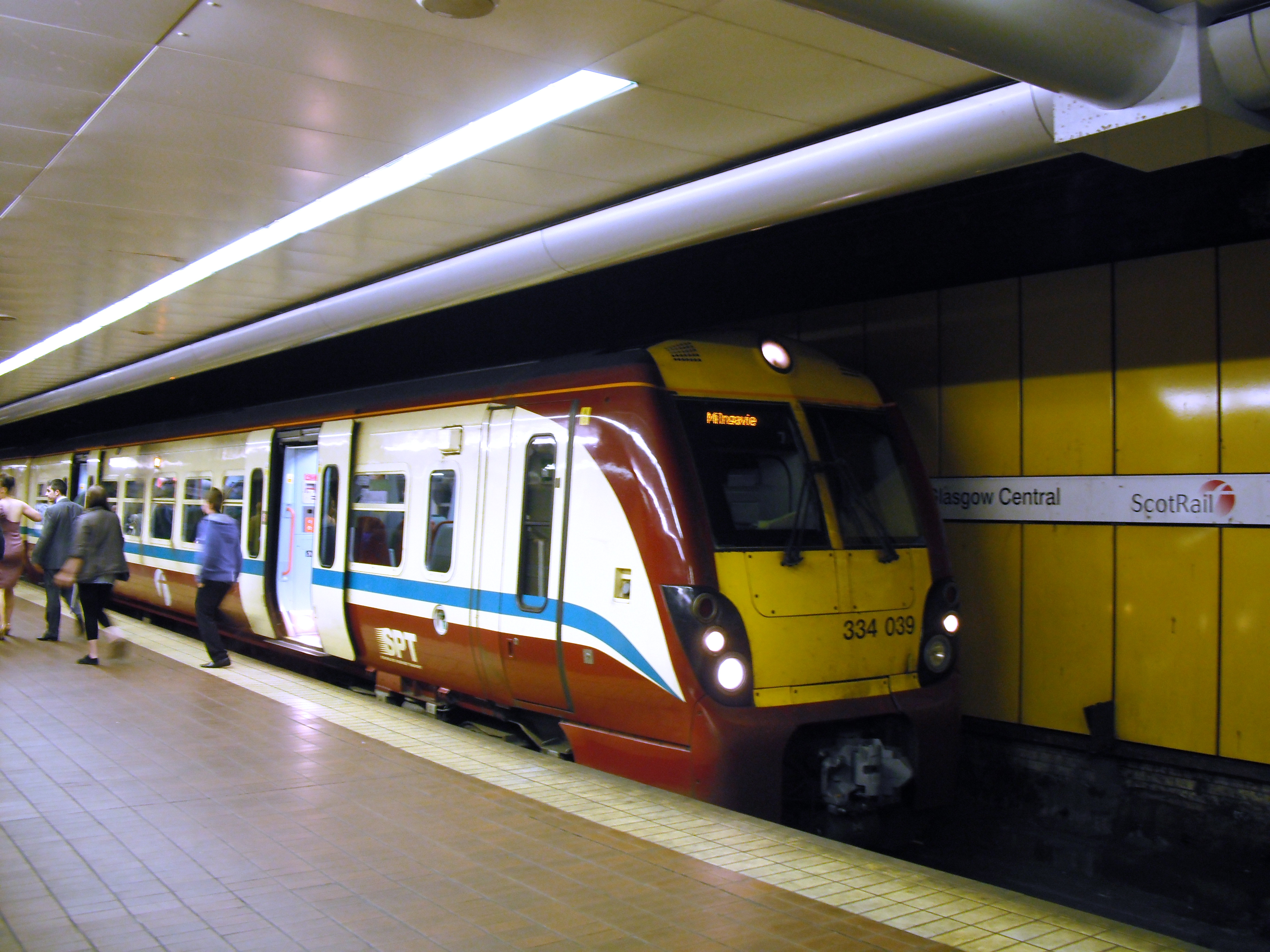
Поезд модели Class 334 линии Argyle на одной из подземных платформ.

## Услуги
Начиная с 2012 года, на станцию Глазго-Сентрал прибывают поезда следующих пяти железнодорожных компаний:
- CrossCountry
- East Coast
- ScotRail
- First TransPennine Express
- Virgin Trains

Стоянка для такси расположена к северу от станции, в то время как посадка и высадка с автобусов осуществляется на соседних улицах. Также, в пределах нескольких минут ходьбы расположены станции метро Сент-Енох и Бьюкенен-стрит.